# Amt Vorhelm
Das Amt Vorhelm war bis zum 31. Dezember 1967 ein Amt im Kreis Beckum in Nordrhein-Westfalen.

## Geschichte
Im Rahmen der Einführung der Landgemeindeordnung für die Provinz Westfalen wurde 1843 im Kreis Beckum aus der alten Bürgermeisterei Vorhelm das Amt Vorhelm gebildet, das zunächst die beiden Gemeinden Enniger und Vorhelm umfasste.
1851 trat auch die Gemeinde Kirchspiel Sendenhorst aus dem aufgelösten Amt Sendenhorst zum Amt Vorhelm.
Die Gemeinde Kirchspiel Sendenhorst schied 1955 aus dem Amt Vorhelm aus und bildete mit der Stadt Sendenhorst ein neues Amt Sendenhorst.
Zum 1. Januar 1968 wurde das Amt Vorhelm aufgelöst. Enniger und Vorhelm wurden Teil des Amtes Sendenhorst.
Durch das Münster/Hamm-Gesetz wurden zum 1. Januar 1975 Vorhelm in die Stadt Ahlen und Enniger nach Ennigerloh eingemeindet. Ahlen und Ennigerloh kamen zum neuen Kreis Warendorf.

### Wappen
| Wappen des früheren Amtes Vorhelm | Blasonierung: „In Rot ein goldener (gelber) Kübelhelm.“ |
| Wappen des früheren Amtes Vorhelm | Wappenbegründung: Das Wappen wurde am 14. Dezember 1937 vom Oberpräsidenten der preußischen Provinz Westfalen verliehen. Der Kübelhelm steht redend für den Amtsnamen. Die Farben Rot und Gold entstammen dem Wappen des Hochstifts Münster. |

## Einwohnerentwicklung
| Jahr | Einwohner | Quelle |
| ---- | --------- | ------ |
| 1858 | 3379      | [ 6 ]  |
| 1871 | 3493      | [ 7 ]  |
| 1885 | 3643      | [ 8 ]  |
| 1910 | 3955      | [ 9 ]  |
| 1925 | 4297      | [ 10 ] |
| 1939 | 4285      | [ 10 ] |
| 1950 | 6510      | [ 11 ] |
| 1961 | 4951      | [ 12 ] |